# Епинас Возел
Епинас Возел (фр. Espinasse-Vozelle) насеље је и општина у централној Француској у региону Оверња, у департману Алије која припада префектури Виши.
По подацима из 2011. године у општини је живело 918 становника, а густина насељености је износила 51,37 становника/km². Општина се простире на површини од 17,87 km². Налази се на средњој надморској висини од 344 метара (максималној 362 m, а минималној 280 m).

## Демографија
| 1962. | 1968. | 1975. | 1982. | 1990. | 1999. | 2011. |
| ----- | ----- | ----- | ----- | ----- | ----- | ----- |
| 471   | 485   | 500   | 559   | 736   | 739   | 918   |

График промене броја становника у току последњих година